# National Highway 40
National Highway 40 (NH 40) ist eine Hauptfernstraße im Bundesstaat Meghalaya im Nordosten des Staates Indien mit einer Länge von 216 Kilometern. Sie beginnt in Jorabat an der Grenze zum Bundesstaat Assam am NH 37 und verläuft zunächst in südlicher Richtung über die Hauptstadt von Meghalaya, Shillong, bis fast an die Grenze mit Bangladesch in Dawki. Dort macht sie einen Knick nach Nordosten und führt nach Jowai an den NH 44.